# Alopecosa steppica
Alopecosa steppica là một loài nhện trong họ Lycosidae.
Loài này thuộc chi Alopecosa. Alopecosa steppica được A. V. Ponomarev miêu tả năm 2007.